# Jevhen Hrihorovics Hacserigyi
Jevhen Hrihorovics Hacserigyi (ukránul: Євген Григорович Хачеріді; Melitopol, 1987. július 28. –) ukrán válogatott labdarúgó, jelenleg a Dinamo Kijiv játékosa. Posztját tekintve jobb oldali védő.

## Pályafutása

### Klubcsapatokban
Pályafutását az Olkom Melitopolj utánpótlás csapatainál kezdte. A felnőtt csapatnak 2005 és 2008 között volt a tagja. 2006-tól 2008-ig kölcsönben a Voliny Luck csapatát erősítette.
2008-ban a Dinamo Kijiv igazolta le.

### Válogatottban
Utánpótlásszinten szerepelt az U21-es válogatottban. A felnőtt nemzeti csapatban 2009. október 10-én debütálhatott az Anglia elleni világbajnoki selejtezőn, amit 1–0-ra megnyertek az ukránok.
Az Európa-bajnoki keretszűkítést követően a szövetségi kapitány Oleh Blohin nevezte őt a 2012-es Eb-re készülő 23 fős keretébe.